# Jack Kerouac
Jack Kerouac (pronunție [ˈkɛruːæk, ˈkɛrəwæk]; n. 12 martie 1922, Lowell, Massachusetts, SUA – d. 21 octombrie 1969, Saint Petersburg, Florida, SUA) a fost un scriitor, pictor și poet american, considerat, alături de William S. Burroughs și Allen Ginsberg, ca fiind pionier al Generației Beat.
Romanele sale au ca temă aventura, stările erotice paroxistice și obsedante, și sunt construite pe fundalul social al Americii postbelice, prezentând lumea dezrădăcinată a vagabonzilor, într-un limbaj improvizat și argotic.

## Romane și alte scrieri de ficțiune
- The Sea Is My Brother („Marea îmi este frate”) (1942)
- Orpheus Emerged, nuvelă (1944-1945; publicat 2002) (ISBN 0-7434-7514-3)
- And the Hippos Were Boiled in Their Tanks, cu William S. Burroughs (1945; publicat 2008) (ISBN 978-1-84614-164-5)
- The Town and the City (1946-1949; publicat 1950) (ISBN 0-15-690790-9)
- On the Road („Pe drum”) (1947-1951; publicat 1957) (ISBN 0-14-004259-8)
- Visions of Cody (1951-1952; publicat 1960) (ISBN 0-14-017907-0)
- Pic, novella (1951 & 1969; publicat 1971) (ISBN 0-7043-1122-4, ISBN 0-8021-3061-5 și ISBN 978-0-14-118489-0)
- Doctor Sax (1952; publicat 1959) (ISBN 0-8021-3049-6)
- Book of Dreams (1952-1960; publicat 1960) (ISBN 0-87286-027-2)
- Maggie Cassidy (1953; publicat 1959) (ISBN 0-14-017906-2)
- The Subterraneans, nuvelă (1953; publicat 1958) (ISBN 0-8021-3186-7)
- Tristessa, nuvelă (1955-1956; publicat 1960) (ISBN 0-14-016811-7)
- Visions of Gerard (1956; publicat 1963) (ISBN 0-14-014452-8)
- Desolation Angels (1965) (ISBN 1-57322-505-3)
- The Dharma Bums (1958) (ISBN 0-14-004252-0)
- Lonesome Traveler, colecție de schițe (1960) (ISBN 0-8021-3074-7)
- Big Sur (1961) (ISBN 0-14-016812-5)
- Satori in Paris, nuvelă (1965) (ISBN 0-394-17437-2, ISBN 0-8021-3061-5)
- Vanity of Duluoz (1968) (ISBN 0-14-023639-2)

## Poezie
- Mexico City Blues (1955; publicat 1959)
- The Scripture of the Golden Eternity (1956; publicat 1960) ISBN 0-87286-291-7
- Scattered Poems (1945-1968; publicat 1971)
- Book of Sketches (1952–1957)
- Old Angel Midnight (1956; publicat 1973) (ISBN 0-912516-97-6)
- Trip Trap: Haiku on the Road from SF to NY (1959; publicat 1973) (cu Albert Saijo și Lew Welch)
- Heaven and Other Poems (1957-1962; publicat 1977)
- San Francisco Blues (1954; publicat 1991)
- Pomes All Sizes (compilat 1960; publicat 1992)
- Book of Blues (1954–1961)
- Book of Haikus (publicat 2003)

## Alte scrieri
- Atop an Underwood: Early Stories and Other Writings (1936-1943; publicat 1999) (ISBN 0-670-88822-2)
- Good Blonde & Others (1955; publicat 1993) (ISBN 0-912516-22-4)
- Wake Up: A Life of the Buddha (1955; publicat 2008) (ISBN 0-670-01957-7)
- Some of the Dharma (1954-1955; publicat 1997)
- Beat Generation, piesă de teatru (1957, publicat 2005)[10]

## Scrisori, jurnale și interviuri
- Dear Carolyn: Letters to Carolyn Cassady (1983) (1000 copies Redactori Arthur și Kit Knight) ISBN 0-934660-06-9
- Jack Kerouac: Selected Letters, 1940-1956
- Jack Kerouac: Selected Letters, 1957-1969
- Windblown World: The Journals of Jack Kerouac (1947–1954)
- Safe In Heaven Dead (fragmente de Interviu)
- Conversations with Jack Kerouac (Interviuri)
- Empty Phantoms (Interviuri)
- Departed Angels: The Lost Paintings
- Door Wide Open (2000) (de Joyce Johnson. Include scrisori de la Jack Kerouac)

## Vezi și
- Generația beat